# Ferrante III Gonzaga
Ferrante III Gonzaga (Mantova, 4 aprile 1618 – Guastalla, 11 gennaio 1678) è stato un nobile italiano, terzo duca di Guastalla dal 1632 al 1678.

## Biografia
Figlio del duca Cesare II Gonzaga di Guastalla, divenne suo successore a partire dal 1632. Ferrante ereditò anche il titolo di Principe di Molfetta, ma cedette il feudo e il titolo agli Spinola nel 1640.
Alla morte di Ferrante III il Ducato di Guastalla venne ereditato dal duca di Mantova Ferdinando Carlo di Gonzaga-Nevers, marito della prima figlia (in base al contratto nuziale, benché esistessero altri membri del ramo dei Gonzaga di Guastalla), per poi passare al marito della seconda figlia, Vincenzo Gonzaga (che era anche suo cugino e membro di questo ramo gonzaghesco) investito dall'imperatore Leopoldo I d'Asburgo nel 1692, dopo quattordici anni di governo del cognato. Vespasiano Gonzaga (conte di Parades de Nava), militare al servizio della Spagna, sarebbe stato nel 1678 l'erede naturale, ma trovò l'opposizione dell'Imperatrice Eleonora Gonzaga-Nevers (moglie di Ferdinando III d'Asburgo) che favorì il nipote Duca di Mantova. Comunque Vespasiano morì nel 1687 lasciando solo delle figlie.
Per la disputa sulla reggenza del feudo venne incaricato il Commissario Imperiale Orazio III Sessi, marchese di Rolo.
Il 24 giugno 1647 sposò Margherita d'Este (12 settembre 1618 - 12 novembre 1692), figlia del Duca Alfonso III d'Este di Modena e di Isabella di Savoia.

## Discendenza
Ferrante e Margherita ebbero sei figli, ma solo due eredi femmine sopravvissero al padre:
- Isabella (Guastalla 25 luglio 1649-1653);
- Anna Isabella (Guastalla, 12 febbraio 1655-Mantova, 11 agosto 1703), andata sposa a Ferdinando Carlo IV Gonzaga, X duca di Mantova;
- Vincenzo (Guastalla 14 settembre 1656-?), morto in tenera età;
- Maria Vittoria (Guastalla, 9 settembre 1659-Guastalla, 5 settembre 1707), andata sposa a Vincenzo Gonzaga.
- Vincenzo (Guastalla19 aprile 1661-?), morto in tenera età.

## Ascendenza
|                          |                         |                                 | Genitori                       |  |  | Nonni |  |  | Bisnonni         |  |  | Trisnonni          |  |
|                          |                         |                                 |                                |  |  |       |  |  | Cesare I Gonzaga |  |  | Ferrante I Gonzaga |  |
|                          |                         |                                 |                                |  |  |       |  |  | Cesare I Gonzaga |  |  | Ferrante I Gonzaga |  |
|                          |                         | Isabella di Capua               |                                |  |  |       |  |  | Cesare I Gonzaga |  |  |                    |  |
| Ferrante II Gonzaga      |                         |                                 |                                |  |  |       |  |  | Cesare I Gonzaga |  |  |                    |  |
|                          |                         | Camilla Borromeo                | Gilberto II Borromeo           |  |  |       |  |  |                  |  |  |                    |  |
|                          |                         | Camilla Borromeo                | Gilberto II Borromeo           |  |  |       |  |  |                  |  |  |                    |  |
|                          |                         | Camilla Borromeo                | Margherita Medici di Marignano |  |  |       |  |  |                  |  |  |                    |  |
| Cesare II Gonzaga        |                         | Camilla Borromeo                |                                |  |  |       |  |  |                  |  |  |                    |  |
|                          |                         | Gianandrea Doria                | Giannettino Doria              |  |  |       |  |  |                  |  |  |                    |  |
|                          |                         | Gianandrea Doria                | Giannettino Doria              |  |  |       |  |  |                  |  |  |                    |  |
|                          |                         | Gianandrea Doria                | Ginetta Centurione             |  |  |       |  |  |                  |  |  |                    |  |
| Vittoria Doria           |                         | Gianandrea Doria                |                                |  |  |       |  |  |                  |  |  |                    |  |
|                          |                         | Zanobia Del Carretto            | Marcantonio Del Carretto Doria |  |  |       |  |  |                  |  |  |                    |  |
|                          |                         | Zanobia Del Carretto            | Marcantonio Del Carretto Doria |  |  |       |  |  |                  |  |  |                    |  |
|                          |                         | Zanobia Del Carretto            | Giovanna de Leyva              |  |  |       |  |  |                  |  |  |                    |  |
| Ferrante III Gonzaga     |                         | Zanobia Del Carretto            |                                |  |  |       |  |  |                  |  |  |                    |  |
|                          | Paolo Giordano I Orsini | Girolamo Orsini                 |                                |  |  |       |  |  |                  |  |  |                    |  |
|                          | Paolo Giordano I Orsini | Girolamo Orsini                 |                                |  |  |       |  |  |                  |  |  |                    |  |
|                          | Paolo Giordano I Orsini | Francesca Sforza di Santa Fiora |                                |  |  |       |  |  |                  |  |  |                    |  |
| Virginio Orsini          | Paolo Giordano I Orsini |                                 |                                |  |  |       |  |  |                  |  |  |                    |  |
|                          |                         | Isabella de' Medici             | Cosimo I de' Medici            |  |  |       |  |  |                  |  |  |                    |  |
|                          |                         | Isabella de' Medici             | Cosimo I de' Medici            |  |  |       |  |  |                  |  |  |                    |  |
|                          |                         | Isabella de' Medici             | Eleonora di Toledo             |  |  |       |  |  |                  |  |  |                    |  |
| Isabella Orsini          |                         | Isabella de' Medici             |                                |  |  |       |  |  |                  |  |  |                    |  |
|                          |                         | Fabio Damasceni                 | …                              |  |  |       |  |  |                  |  |  |                    |  |
|                          |                         | Fabio Damasceni                 | …                              |  |  |       |  |  |                  |  |  |                    |  |
|                          |                         | Fabio Damasceni                 | …                              |  |  |       |  |  |                  |  |  |                    |  |
| Flavia Damasceni Peretti |                         | Fabio Damasceni                 |                                |  |  |       |  |  |                  |  |  |                    |  |
|                          |                         | Maria Felicita Peretti          | …                              |  |  |       |  |  |                  |  |  |                    |  |
|                          |                         | Maria Felicita Peretti          | …                              |  |  |       |  |  |                  |  |  |                    |  |
|                          |                         | Maria Felicita Peretti          | …                              |  |  |       |  |  |                  |  |  |                    |  |
|                          |                         | Maria Felicita Peretti          |                                |  |  |       |  |  |                  |  |  |                    |  |